# Clasificarea Regnului Plantae după Flora Ilustrată a României, V. Ciocârlan, 2000
Lucrarea Flora Ilustrată a României scrisă de Prof Univ. Dr. Vasile Ciocârlan și publicată la Editura Ceres în anul 2000 prezintă în totalitate genurile de plante întâlnite în flora României. De asemenea prezintă speciile de plante care cresc spontan, hibrizii rezultați din încrucisări spontane cât și speciile de plante frecvent cultivate în România. Articolul își propune prezentarea în totalitate a genurilor de plante din flora României având drept sursă lucrarea sus amintită.

## Statistică
| Încrengătură  | Gen                                    | Gen                             |
| Încrengătură  | Nr. total de genuri din flora României | Nr. de genuri scrise în articol |
| ------------- | -------------------------------------- | ------------------------------- |
| Pteridophyta  | 24                                     | 24                              |
| Spermatophyta | 766                                    | 86                              |

## Regn Plantae

### Încrengătura Pteridophyta
| Plantae | Pteridophyta | - | Lycopodiopsida |                  |                     |                                               |
| Plantae | Pteridophyta | - | Lycopodiopsida | Lycopodiales     | 1. Lycopodiaceae    | 1. Lycopodium L. - Brădișor                   |
| Plantae | Pteridophyta | - | Lycopodiopsida | Selaginellalales | 2. Selaginellaceae  | 1(2). Selaginella Beauv., Stuțișoară          |
| Plantae | Pteridophyta | - | Lycopodiopsida | Isoetales        | Isoetaceae          | Isoetales L.                                  |
| Plantae | Pteridophyta | - | Equisetopsida  | Equisetales      | 3. Equisetaceae     | 1(3). Equisetum L., Coada calului             |
| Plantae | Pteridophyta | - | Polypodiopsida | Ophioglossales   | 4. Ophioglossaceae  | 1(4). Ophioglossum L. - Limba șarpelui        |
| Plantae | Pteridophyta | - | Polypodiopsida | Ophioglossales   | 4. Ophioglossaceae  | 2(5). Botrychium Swartz - Limba cucului       |
| Plantae | Pteridophyta | - | Polypodiopsida | Osmundales       | Osmundaceae         | Osmunda L.                                    |
| Plantae | Pteridophyta | - | Polypodiopsida | Polypodiales     | 5. Polypodiaceae    | 1(6). Polypodium L.                           |
| Plantae | Pteridophyta | - | Polypodiopsida | Polypodiales     | 6. Blechnaceae      | 1(7). Blechnum L.                             |
| Plantae | Pteridophyta | - | Polypodiopsida | Polypodiales     | 7.Adiantaceae       | Cryptogama R.Br.                              |
| Plantae | Pteridophyta | - | Polypodiopsida | Polypodiales     | 7.Adiantaceae       | 1(8). Notholaena R.Br.                        |
| Plantae | Pteridophyta | - | Polypodiopsida | Polypodiales     | 8. Dennstaedtiaceae | 1(9). Pteridium Gled. ex Scorp.               |
| Plantae | Pteridophyta | - | Polypodiopsida | Polypodiales     | 9. Aspleniaceae     | 1(10). Asplenium L., Feriguță, Ruginiță       |
| Plantae | Pteridophyta | - | Polypodiopsida | Polypodiales     | 9. Aspleniaceae     | 2(11). Ceterach Will.                         |
| Plantae | Pteridophyta | - | Polypodiopsida | Polypodiales     | 9. Aspleniaceae     | 3(12). Athyrium Roth                          |
| Plantae | Pteridophyta | - | Polypodiopsida | Polypodiales     | 9. Aspleniaceae     | 4(13). Woodsia R. Br.                         |
| Plantae | Pteridophyta | - | Polypodiopsida | Polypodiales     | 9. Aspleniaceae     | 4(14). Matteucia Tod. (Struthiopteris Willd.) |
| Plantae | Pteridophyta | - | Polypodiopsida | Polypodiales     | 9. Aspleniaceae     | 6(15). Cystopteris Bernh.                     |
| Plantae | Pteridophyta | - | Polypodiopsida | Polypodiales     | 9. Aspleniaceae     | 7(16). Polystichum Roth                       |
| Plantae | Pteridophyta | - | Polypodiopsida | Polypodiales     | 9. Aspleniaceae     | 8(17). Dryopteris Adanson                     |
| Plantae | Pteridophyta | - | Polypodiopsida | Polypodiales     | 9. Aspleniaceae     | 9(18). Thelypteris Schmidel                   |
| Plantae | Pteridophyta | - | Polypodiopsida | Polypodiales     | 9. Aspleniaceae     | 10(19). Gymnocarpium Newman                   |
| Plantae | Pteridophyta | - | Polypodiopsida | Polypodiales     | 9. Aspleniaceae     | 11(20). Phegopteris C. Persl Fée              |
| Plantae | Pteridophyta | - | Polypodiopsida | Polypodiales     | 9. Aspleniaceae     | 12(21). Oreopteris Holub                      |
| Plantae | Pteridophyta | - | Polypodiopsida | Marsileales      | 10. Marsileaceae    | 1(22). Marsilea                               |
| Plantae | Pteridophyta | - | Polypodiopsida | Marsileales      | 10. Marsileaceae    | Pilularia L.                                  |
| Plantae | Pteridophyta | - | Polypodiopsida | Marsileales      | 11. Salviniaceae    | 1(23). Salvinia Séguier                       |
| Plantae | Pteridophyta | - | Polypodiopsida | Marsileales      | 12. Azollaceae      | 1(24). Azolla Lam.                            |

### Încrengătura Spermatophyta

#### SubîncrengăturaPinophyta(Gymnospermae)
| Regn    | Încrengătură  | Subîncrengătură          | Clasă                     | Ordin      | Familie                 | Subfamiie       | Gen                                    |
| ------- | ------------- | ------------------------ | ------------------------- | ---------- | ----------------------- | --------------- | -------------------------------------- |
| Plantae | Spermatophyta | Pinophyta (Gymnospermae) | Cycadopsida               | Cycadales  | 13. Cycadaceae          | -               | 1(25)Cycas L., Cicas                   |
| Plantae | Spermatophyta | Pinophyta (Gymnospermae) | Ginkgopsida               | Ginkgoales | 14. Ginkgoaceae         | -               | 1(26)Ginkgo L.                         |
| Plantae | Spermatophyta | Pinophyta (Gymnospermae) | Pinopsida (Coniferipsida) | Pinales    | 15. Pinaceae Abietaceae | 1. Abietoideae  | 1(27). Abies Miller - Brad             |
| Plantae | Spermatophyta | Pinophyta (Gymnospermae) | Pinopsida (Coniferipsida) | Pinales    | 15. Pinaceae Abietaceae | 1. Abietoideae  | 2(28). Picea A. Dieter - Molid         |
| Plantae | Spermatophyta | Pinophyta (Gymnospermae) | Pinopsida (Coniferipsida) | Pinales    | 15. Pinaceae Abietaceae | 1. Abietoideae  | 3(29). Pseudotsuga Carriere            |
| Plantae | Spermatophyta | Pinophyta (Gymnospermae) | Pinopsida (Coniferipsida) | Pinales    | 15. Pinaceae Abietaceae | 1. Abietoideae  | 4(30). Tsuga (Antoine) Corrière        |
| Plantae | Spermatophyta | Pinophyta (Gymnospermae) | Pinopsida (Coniferipsida) | Pinales    | 15. Pinaceae Abietaceae | 2. Laricoideae  | 5(31). Larix Miller - Larice, Zada     |
| Plantae | Spermatophyta | Pinophyta (Gymnospermae) | Pinopsida (Coniferipsida) | Pinales    | 15. Pinaceae Abietaceae | 2. Laricoideae  | 6(32)Cedrus Trew - Cedru               |
| Plantae | Spermatophyta | Pinophyta (Gymnospermae) | Pinopsida (Coniferipsida) | Pinales    | 15. Pinaceae Abietaceae | 3. Pinoidea     | 7(33).Pinus L. - Pin                   |
| Plantae | Spermatophyta | Pinophyta (Gymnospermae) | Pinopsida (Coniferipsida) | Pinales    | 16. Taxodiaceae         | -               | 1(34).Taxodium L. C.M. Richard         |
| Plantae | Spermatophyta | Pinophyta (Gymnospermae) | Pinopsida (Coniferipsida) | Pinales    | 16. Taxodiaceae         | -               | 2(35). Sequoiadendron Buchholz         |
| Plantae | Spermatophyta | Pinophyta (Gymnospermae) | Pinopsida (Coniferipsida) | Pinales    | 16. Taxodiaceae         | -               | 3(36). Criptomeria D. Don              |
| Plantae | Spermatophyta | Pinophyta (Gymnospermae) | Pinopsida (Coniferipsida) | Pinales    | 17 Cupresaceae          | 1 Cupressoideae | 1(37). Cupressus L. - Chiparos         |
| Plantae | Spermatophyta | Pinophyta (Gymnospermae) | Pinopsida (Coniferipsida) | Pinales    | 17 Cupresaceae          | 1 Cupressoideae | 2(38). Chamaecyparis (A. Murray) Parl. |
| Plantae | Spermatophyta | Pinophyta (Gymnospermae) | Pinopsida (Coniferipsida) | Pinales    | 17 Cupresaceae          | 2 Thujoideae    | 3(39). Thuja L.                        |
| Plantae | Spermatophyta | Pinophyta (Gymnospermae) | Pinopsida (Coniferipsida) | Pinales    | 17 Cupresaceae          | 2 Thujoideae    | 4(40). Juniperus L. - Ienupăr          |
| Plantae | Spermatophyta | Pinophyta (Gymnospermae) | Pinopsida (Coniferipsida) | Taxalea    | 18 Taxaceae L.          | -               | 1(41). Taxus L.                        |
| Plantae | Spermatophyta | Pinophyta (Gymnospermae) | Gnetopsida                | Ephedrales | 19 Ephedraceae L.       | -               | 1(42). Ephedra L.                      |

#### SubîncrengăturaMagnoliophytina(Angiospermae)
| Regn     | Încrengătură  | Subîncrengătură                | Clasă                           | Subclasă                            | Ordin           | Familie             | Subfamiie        | ............................Gen............................       |
| -------- | ------------- | ------------------------------ | ------------------------------- | ----------------------------------- | --------------- | ------------------- | ---------------- | ----------------------------------------------------------------- |
| Plantae  | Spermatophyta | Magnoliophytina (Angiospermae) | Magnoliopsida (Dicotyledonatae) | Magnoliidae (inclusiv Ranunailidae) | Magnoliales     | 20 Magnoliaceae     | -                | 1(43). Magnolia L. - Magnolie                                     |
| Plantae  | Spermatophyta | Magnoliophytina (Angiospermae) | Magnoliopsida (Dicotyledonatae) | Magnoliidae (inclusiv Ranunailidae) | Magnoliales     | 20 Magnoliaceae     | -                | 2(44). Liriodendron L. Arbore lalea, Liriodendron                 |
| Plantae  | Spermatophyta | Magnoliophytina (Angiospermae) | Magnoliopsida (Dicotyledonatae) | Magnoliidae (inclusiv Ranunailidae) | Berberidales    | 21 Berberidaceae L. | -                | 1(45). Gimnospermium Spach                                        |
| Plantae  | Spermatophyta | Magnoliophytina (Angiospermae) | Magnoliopsida (Dicotyledonatae) | Magnoliidae (inclusiv Ranunailidae) | Berberidales    | 21 Berberidaceae L. | -                | 2(46). Berberis L. - Dracilă                                      |
| Plantae  | Spermatophyta | Magnoliophytina (Angiospermae) | Magnoliopsida (Dicotyledonatae) | Magnoliidae (inclusiv Ranunailidae) | Berberidales    | 21 Berberidaceae L. | -                | 3(47). Mahonia Nutt - Mahonie                                     |
| Plantae  | Spermatophyta | Magnoliophytina (Angiospermae) | Magnoliopsida (Dicotyledonatae) | Magnoliidae (inclusiv Ranunailidae) | Aristolochiales | 22 Aristolochiaceae | -                | 1(48). Asarum L.                                                  |
| Plantae  | Spermatophyta | Magnoliophytina (Angiospermae) | Magnoliopsida (Dicotyledonatae) | Magnoliidae (inclusiv Ranunailidae) | Aristolochiales | 22 Aristolochiaceae | -                | 2(49). Aristolochia L.                                            |
| Plantae  | Spermatophyta | Magnoliophytina (Angiospermae) | Magnoliopsida (Dicotyledonatae) | Magnoliidae (inclusiv Ranunailidae) | Nympheales      | 23 Nymphaeaceae     | -                | 1(50). Nuphar Sm.                                                 |
| Plantae  | Spermatophyta | Magnoliophytina (Angiospermae) | Magnoliopsida (Dicotyledonatae) | Magnoliidae (inclusiv Ranunailidae) | Nympheales      | 23 Nymphaeaceae     | -                | 2(51). Mynphaea L.                                                |
| Plantae  | Spermatophyta | Magnoliophytina (Angiospermae) | Magnoliopsida (Dicotyledonatae) | Magnoliidae (inclusiv Ranunailidae) | Nympheales      | 24 Nelumbonaceae L. | -                | 1(52). Nelumbo Adanson                                            |
| Plantae  | Spermatophyta | Magnoliophytina (Angiospermae) | Magnoliopsida (Dicotyledonatae) | Magnoliidae (inclusiv Ranunailidae) | Nympheales      | 24 Ceratophyllaceae | -                | 1(53). Ceratophyllum L. - Cosor                                   |
| Plantae  | Spermatophyta | Magnoliophytina (Angiospermae) | Magnoliopsida (Dicotyledonatae) | Magnoliidae (inclusiv Ranunailidae) | Ranunculales    | 26 Ranunculaceae L. | 1 Helleborideae  | 1(54). Cimicifuga                                                 |
| Plantae  | Spermatophyta | Magnoliophytina (Angiospermae) | Magnoliopsida (Dicotyledonatae) | Magnoliidae (inclusiv Ranunailidae) | Ranunculales    | 26 Ranunculaceae L. | 1 Helleborideae  | 2(55). Actea L.                                                   |
| Plantae  | Spermatophyta | Magnoliophytina (Angiospermae) | Magnoliopsida (Dicotyledonatae) | Magnoliidae (inclusiv Ranunailidae) | Ranunculales    | 26 Ranunculaceae L. | 1 Helleborideae  | 3(56). Helleborus L. - Spânz                                      |
| Plantae  | Spermatophyta | Magnoliophytina (Angiospermae) | Magnoliopsida (Dicotyledonatae) | Magnoliidae (inclusiv Ranunailidae) | Ranunculales    | 26 Ranunculaceae L. | 1 Helleborideae  | 4(57). Eranthis Salisb                                            |
| Plantae  | Spermatophyta | Magnoliophytina (Angiospermae) | Magnoliopsida (Dicotyledonatae) | Magnoliidae (inclusiv Ranunailidae) | Ranunculales    | 26 Ranunculaceae L. | 1 Helleborideae  | 5(58). Isopyrum L.                                                |
| Plantae  | Spermatophyta | Magnoliophytina (Angiospermae) | Magnoliopsida (Dicotyledonatae) | Magnoliidae (inclusiv Ranunailidae) | Ranunculales    | 26 Ranunculaceae L. | 1 Helleborideae  | 6(59). Aquilegia L. - Căldărușă                                   |
| Plantae  | Spermatophyta | Magnoliophytina (Angiospermae) | Magnoliopsida (Dicotyledonatae) | Magnoliidae (inclusiv Ranunailidae) | Ranunculales    | 26 Ranunculaceae L. | 1 Helleborideae  | 7(60). Caltha L.                                                  |
| Plantae  | Spermatophyta | Magnoliophytina (Angiospermae) | Magnoliopsida (Dicotyledonatae) | Magnoliidae (inclusiv Ranunailidae) | Ranunculales    | 26 Ranunculaceae L. | 1 Helleborideae  | 8(61). Trollius L. - Bulbuci                                      |
| Plantae  | Spermatophyta | Magnoliophytina (Angiospermae) | Magnoliopsida (Dicotyledonatae) | Magnoliidae (inclusiv Ranunailidae) | Ranunculales    | 26 Ranunculaceae L. | 1 Helleborideae  | 9(62). Nigella L.                                                 |
| Plantae  | Spermatophyta | Magnoliophytina (Angiospermae) | Magnoliopsida (Dicotyledonatae) | Magnoliidae (inclusiv Ranunailidae) | Ranunculales    | 26 Ranunculaceae L. | 1 Helleborideae  | 10(63). Aconitum L. - Omag                                        |
| Plantae  | Spermatophyta | Magnoliophytina (Angiospermae) | Magnoliopsida (Dicotyledonatae) | Magnoliidae (inclusiv Ranunailidae) | Ranunculales    | 26 Ranunculaceae L. | 1 Helleborideae  | 11(64). Delphinium L. - Nemțișor                                  |
| Plantae  | Spermatophyta | Magnoliophytina (Angiospermae) | Magnoliopsida (Dicotyledonatae) | Magnoliidae (inclusiv Ranunailidae) | Ranunculales    | 26 Ranunculaceae L. | 1 Helleborideae  | 12(65). Consolida (DC.) S. F. Gray - Nemțișor                     |
| Plantae  | Spermatophyta | Magnoliophytina (Angiospermae) | Magnoliopsida (Dicotyledonatae) | Magnoliidae (inclusiv Ranunailidae) | Ranunculales    | 26 Ranunculaceae L. | 1 Helleborideae  | 13(66). Callianthemum C. A. Meyer                                 |
| Plantae  | Spermatophyta | Magnoliophytina (Angiospermae) | Magnoliopsida (Dicotyledonatae) | Magnoliidae (inclusiv Ranunailidae) | Ranunculales    | 26 Ranunculaceae L. | 2 Ranunculoideae | 14(67). Thalictrum L. - Rutișor                                   |
| Plantae  | Spermatophyta | Magnoliophytina (Angiospermae) | Magnoliopsida (Dicotyledonatae) | Magnoliidae (inclusiv Ranunailidae) | Ranunculales    | 26 Ranunculaceae L. | 2 Ranunculoideae | 15(68). Anemone L.                                                |
| Plantae  | Spermatophyta | Magnoliophytina (Angiospermae) | Magnoliopsida (Dicotyledonatae) | Magnoliidae (inclusiv Ranunailidae) | Ranunculales    | 26 Ranunculaceae L. | 2 Ranunculoideae | 16(69). Pulsatila Miller - Dediței, Sisinei                       |
| Plantae  | Spermatophyta | Magnoliophytina (Angiospermae) | Magnoliopsida (Dicotyledonatae) | Magnoliidae (inclusiv Ranunailidae) | Ranunculales    | 26 Ranunculaceae L. | 2 Ranunculoideae | 17(70). Hepatica Miller                                           |
| Plantae  | Spermatophyta | Magnoliophytina (Angiospermae) | Magnoliopsida (Dicotyledonatae) | Magnoliidae (inclusiv Ranunailidae) | Ranunculales    | 26 Ranunculaceae L. | 2 Ranunculoideae | 18(71). Clematis L.                                               |
| Plantae  | Spermatophyta | Magnoliophytina (Angiospermae) | Magnoliopsida (Dicotyledonatae) | Magnoliidae (inclusiv Ranunailidae) | Ranunculales    | 26 Ranunculaceae L. | 2 Ranunculoideae | 19(72). Myosurus L.                                               |
| Plantae  | Spermatophyta | Magnoliophytina (Angiospermae) | Magnoliopsida (Dicotyledonatae) | Magnoliidae (inclusiv Ranunailidae) | Ranunculales    | 26 Ranunculaceae L. | 2 Ranunculoideae | 20(73). Ceratocephala L.                                          |
| Plantae  | Spermatophyta | Magnoliophytina (Angiospermae) | Magnoliopsida (Dicotyledonatae) | Magnoliidae (inclusiv Ranunailidae) | Ranunculales    | 26 Ranunculaceae L. | 2 Ranunculoideae | 21(74). Ranunculus L. incl. Batrachium S. F. Gray; Ficaria Hudson |
| Plantae  | Spermatophyta | Magnoliophytina (Angiospermae) | Magnoliopsida (Dicotyledonatae) | Magnoliidae (inclusiv Ranunailidae) | Ranunculales    | 26 Ranunculaceae L. | 2 Ranunculoideae | 22(75). Adonis L.                                                 |
| Plantae  | Spermatophyta | Magnoliophytina (Angiospermae) | Magnoliopsida (Dicotyledonatae) | Magnoliidae (inclusiv Ranunailidae) | Papaverales     | 27 Papaveraceae     | -                | 1(76). Papaver L.- Mac                                            |
| Plantae  | Spermatophyta | Magnoliophytina (Angiospermae) | Magnoliopsida (Dicotyledonatae) | Magnoliidae (inclusiv Ranunailidae) | Papaverales     | 27 Papaveraceae     | -                | 2(77). Glaucium Miller - Mac cornut                               |
| Plantae  | Spermatophyta | Magnoliophytina (Angiospermae) | Magnoliopsida (Dicotyledonatae) | Magnoliidae (inclusiv Ranunailidae) | Papaverales     | 27 Papaveraceae     | -                | 3(78). Chelidonium L.                                             |
| Plantae  | Spermatophyta | Magnoliophytina (Angiospermae) | Magnoliopsida (Dicotyledonatae) | Magnoliidae (inclusiv Ranunailidae) | Papaverales     | 27 Papaveraceae     | -                | 4(79). Eschscholzia Cham.                                         |
| Plantae  | Spermatophyta | Magnoliophytina (Angiospermae) | Magnoliopsida (Dicotyledonatae) | Magnoliidae (inclusiv Ranunailidae) | Papaverales     | 28 Fumariaceae      | -                | 1(80). Dicentra Bernh.                                            |
| Plantae  | Spermatophyta | Magnoliophytina (Angiospermae) | Magnoliopsida (Dicotyledonatae) | Magnoliidae (inclusiv Ranunailidae) | Papaverales     | 28 Fumariaceae      | -                | 2(81). Corydalis Vent. - Brebenei                                 |
| Plantae  | Spermatophyta | Magnoliophytina (Angiospermae) | Magnoliopsida (Dicotyledonatae) | Magnoliidae (inclusiv Ranunailidae) | Papaverales     | 28 Fumariaceae      | -                | 3(82). Fumaria L. Fumăriță                                        |
| Plantae  | Spermatophyta | Magnoliophytina (Angiospermae) | Magnoliopsida (Dicotyledonatae) | Magnoliidae (inclusiv Ranunailidae) | Papaverales     | 29 Hypecoaceae      | -                | 1(83). Hypeocum L.                                                |
| Plantae  | Spermatophyta | Magnoliophytina (Angiospermae) | Magnoliopsida (Dicotyledonatae) | Hamamelidae (inclusiv Ranunailidae) | Hamamelidales   | 30. Platanaceae     | -                | 1(84). Platanus L.                                                |
| Plantae  | Spermatophyta | Magnoliophytina (Angiospermae) | Magnoliopsida (Dicotyledonatae) | Hamamelidae (inclusiv Ranunailidae) | Urticales       | 31. Ulmaceae        | -                | 1(85). Ulmus L. Ulm                                               |
| Plantae  | Spermatophyta | Magnoliophytina (Angiospermae) | Magnoliopsida (Dicotyledonatae) | Hamamelidae (inclusiv Ranunailidae) | Urticales       | 31. Ulmaceae        | -                | 2(86). Celtis L. Sâmbovina                                        |
| ........ |               |                                |                                 |                                     |                 |                     |                  |                                                                   |